# Raquetebol nos Jogos Pan-Americanos de 2015 - Duplas masculinas
A competição das duplas masculino foi um dos eventos do raquetebol nos Jogos Pan-Americanos de 2015, em Toronto. Foi disputada no Centro de Exposições entre os dias 19 e 24 de julho.

## Calendário
Horário local (UTC-4).
| Data        | Horário | Fase             |
| ----------- | ------- | ---------------- |
| 19 de julho | 17:05   | Fase de grupos   |
| 20 de julho | 17:05   | Fase de grupos   |
| 21 de julho | 17:05   | Fase de grupos   |
| 22 de julho | 19:05   | Oitavas de final |
| 23 de julho | 12:15   | Quartas de final |
| 23 de julho | 20:45   | Semifinal        |
| 24 de julho | 13:40   | Final            |

## Medalhistas
| Ouro   | USA Jansen Allen e Jose Rojas                                         |
| Prata  | BOL Conrrado Moscoso e Roland Keller                                  |
| Bronze | MEX Álvaro Beltrán e Javier Moreno CAN Vincent Gagnon e Tim Landeryou |

## Resultados

### Grupo A
| Raquetebolista                       | Nacionalidade | J | V | D | Pontos |
| ------------------------------------ | ------------- | - | - | - | ------ |
| Álvaro Beltrán / Javier Moreno       | MEX México    | 2 | 2 | 0 | 4      |
| Alejandro Herrera / Sebastian Franco | COL Colômbia  | 2 | 1 | 1 | 3      |
| Daniel Maggi / Shai Manzuri          | ARG Argentina | 2 | 0 | 2 | 2      |

### Grupo B
| Raquetebolista                   | Nacionalidade      | J | V | D | Pontos |
| -------------------------------- | ------------------ | - | - | - | ------ |
| Vincent Gagnon / Tim Landeryou   | CAN Canadá         | 3 | 3 | 0 | 6      |
| Jansen Allen / Jose Rojas        | USA Estados Unidos | 3 | 2 | 1 | 5      |
| Teobaldo Fumero / Felipe Camacho | CRC Costa Rica     | 3 | 1 | 2 | 4      |
| Fernando Rios / Jose Alvarez     | ECU Equador        | 3 | 0 | 3 | 1      |

### Grupo C
| Raquetebolista                   | Nacionalidade            | J | V | D | Pontos |
| -------------------------------- | ------------------------ | - | - | - | ------ |
| Conrrado Moscoso / Roland Keller | BOL Bolívia              | 3 | 3 | 0 | 6      |
| Cesar Castillo / Cesar Castro    | VEN Venezuela            | 3 | 2 | 1 | 5      |
| Luis Pérez / Ramón de León       | DOM República Dominicana | 3 | 1 | 2 | 4      |
| Christian Wer / Edwin Galicia    | GUA Guatemala            | 3 | 0 | 3 | 1      |

## Eliminatórias
| Oitavas de final | Oitavas de final                       | Oitavas de final | Oitavas de final | Oitavas de final |  |  | Quartas de final | Quartas de final                       | Quartas de final | Quartas de final | Quartas de final |  |  | Semifinal | Semifinal                          | Semifinal | Semifinal | Semifinal |  |  | Final | Final                              | Final | Final | Final |
|                  |                                        |                  |                  |                  |  |  |                  |                                        |                  |                  |                  |  |  |           |                                    |           |           |           |  |  |       |                                    |       |       |       |
|                  |                                        |                  |                  |                  |  |  |                  |                                        |                  |                  |                  |  |  |           |                                    |           |           |           |  |  |       |                                    |       |       |       |
|                  |                                        |                  |                  |                  |  |  |                  | MEX Álvaro Beltrán Javier Moreno       | 15               | 15               |                  |  |  |           |                                    |           |           |           |  |  |       |                                    |       |       |       |
|                  | DOM Luis Pérez Ramón de León           | 0                | 15               | 11               |  |  |                  | DOM Luis Pérez Ramón de León           | 6                | 10               |                  |  |  |           |                                    |           |           |           |  |  |       |                                    |       |       |       |
|                  | CRC Teobaldo Fumero Felipe Camacho     | 15               | 14               | 8                |  |  |                  |                                        |                  |                  |                  |  |  |           | MEX Álvaro Beltrán Javier Moreno   | 13        | 14        |           |  |  |       |                                    |       |       |       |
|                  |                                        |                  |                  |                  |  |  |                  |                                        |                  |                  |                  |  |  |           | USA Jansen Allen Jose Rojas        | 15        | 15        |           |  |  |       |                                    |       |       |       |
|                  |                                        |                  |                  |                  |  |  |                  | USA Jansen Allen Jose Rojas            | 15               | 15               |                  |  |  |           |                                    |           |           |           |  |  |       |                                    |       |       |       |
|                  |                                        |                  |                  |                  |  |  |                  | VEN Cesar Castillo Cesar Castro        | 5                | 8                |                  |  |  |           |                                    |           |           |           |  |  |       |                                    |       |       |       |
|                  |                                        |                  |                  |                  |  |  |                  |                                        |                  |                  |                  |  |  |           |                                    |           |           |           |  |  |       | USA Jansen Allen Jose Rojas        | 15    | 15    |       |
|                  |                                        |                  |                  |                  |  |  |                  |                                        |                  |                  |                  |  |  |           |                                    |           |           |           |  |  |       | BOL Conrrado Moscoso Roland Keller | 8     | 5     |       |
|                  |                                        |                  |                  |                  |  |  |                  | BOL Conrrado Moscoso Roland Keller     | 8                | 15               | 11               |  |  |           |                                    |           |           |           |  |  |       |                                    |       |       |       |
|                  | ECU Fernando Rios Jose Alvarez         |                  |                  |                  |  |  |                  | COL Alejandro Herrera Sebastian Franco | 15               | 9                | 6                |  |  |           |                                    |           |           |           |  |  |       |                                    |       |       |       |
|                  | COL Alejandro Herrera Sebastian Franco | WO               |                  |                  |  |  |                  |                                        |                  |                  |                  |  |  |           | BOL Conrrado Moscoso Roland Keller | 15        | 15        |           |  |  |       |                                    |       |       |       |
|                  | ARG Daniel Maggi Shai Manzuri          | 15               | 15               |                  |  |  |                  |                                        |                  |                  |                  |  |  |           | CAN Vincent Gagnon Tim Landeryou   | 11        | 9         |           |  |  |       |                                    |       |       |       |
|                  | GUA Christian Wer Edwin Galicia        | 12               | 14               |                  |  |  |                  | ARG Daniel Maggi Shai Manzuri          | 14               | 9                |                  |  |  |           |                                    |           |           |           |  |  |       |                                    |       |       |       |
|                  |                                        |                  |                  |                  |  |  |                  | CAN Vincent Gagnon Tim Landeryou       | 15               | 15               |                  |  |  |           |                                    |           |           |           |  |  |       |                                    |       |       |       |
|                  |                                        |                  |                  |                  |  |  |                  |                                        |                  |                  |                  |  |  |           |                                    |           |           |           |  |  |       |                                    |       |       |       |